# Ferentillo
Ferentillo är en ort och kommun i provinsen Terni i regionen Umbrien i Italien. Kommunen hade 1 859 invånare (2018).